# کابل‌آباد (خداآفرین)
کابل‌آباد یکی از روستاهای استان آذربایجان شرقی است که در دهستان کیوان بخش مرکزی شهرستان خداآفرین واقع شده‌است.